# The Drowning (EP)
The Drowning — перший мініальбом американського гурту Dashboard Confessional, який записав засновник гурту Кріс Каррабба. Реліз відбувся 27 лютого 2001 року на Fiddler Records. До альбому увійшло три композиції.

## Список пісень
Всі пісні написані Крісом Карраббаю.
1. «Drowning» — 3:18
2. «Anyone, Anyone?» — 1:55
3. «For Justin» — 1:58